# Skærm (botanik)
 For alternative betydninger, se Skærm. (Se også artikler, som begynder med Skærm)
En skærm er en blomsterstand, hvor alle blomster er fæstnet samme sted på skuddet og har lige lange stilke. Resultatet er et perfekt kuglekalot (som en paraply).

## Sammenlign også
- Halvskærm
- Skærmplante-familien